# 黄祥 (1898年)
黄祥（1898年—1957年），男，藏族，甘肃夏河人，中国政治人物，曾任甘南藏族自治区人民政府副主席，甘肃省政协副主席。